# Qaḑā' Sayyid Şādiq
Qaḑā' Sayyid Şādiq (kurdiska: Qeza-î Seyid Sadiq, arabiska: قضاء سيد صادق, kurdiska: قەزاى سەيد سادق) är ett distrikt i Irak.   Det ligger i provinsen Sulaymaniyya, i den nordöstra delen av landet, 260 km nordost om huvudstaden Bagdad.